# Acceso Multimedia Universal
El Acceso Multimedia Universal (Universal Multimedia Access - UMA) es la capacidad de un sistema o aplicación de acceder a contenido multimedia desde cualquier terminal a través de cualquier red. La tecnología UMA pretende poner a disposición de los usuarios diferentes representaciones de la misma información de forma transparente, adaptándola a diferentes terminales, redes de acceso y preferencias de usuario. La información sólo se crea una vez y el sistema UMA se encarga de personalizar el contenido deseado de la forma más rápida posible.
El objetivo es satisfacer una petición de contenido de forma eficaz y con garantía de obtener la versión más adecuada en función de las condiciones de acceso, independientemente de:
- El dispositivo utilizado por el usuario: teléfono móvil, PDA (Personal Digital Assistant), PC doméstico, web TV, estaciones de trabajo, etc.
- La red de acceso: Ethernet, xDSL, LAN, GSM, GPRS, UMTS, cable, etc.
- El formato original del contenido.
- Las características del entorno de uso (variables en cada petición).
- Las preferencias del usuario: mensaje de texto o de voz, video en color o blanco y negro, calidad requerida, etc.

## Introducción
El concepto de Acceso Multimedia Universal hace referencia a una línea de investigación en el sector de las comunicaciones multimedia, que busca una solución universal a la problemática surgida por el vertiginoso aumento del contenido audiovisual disponible para la gran mayoría de la población y la disparidad de redes de acceso y terminales del mercado.
La motivación inicial de UMA era posibilitar el acceso a contenido multimedia enriquecido a dispositivos con limitaciones de comunicación por disponer de capacidades "pobres" de procesamiento, almacenamiento y visualización.
Los esfuerzos se han centrado en dos líneas de trabajo:
1. Técnicas de transcodificación del contenido: un sistema UMA requiere incorporar métodos de adaptación del contenido original a los recursos de la sesión y preferencias del usuario, tales como cambios de formato, reducción de tasa de bits, velocidad de reproducción o cambio de modalidad (transmoding), como por ejemplo pasar de texto a voz, o viceversa, etc.
2. Herramientas de acceso al contenido: tareas como la descripción, indexado, análisis, búsqueda y filtrado, son necesarias para conseguir entregar el contenido deseado y se basan en el uso de metadatos, interfícies y aplicaciones dirigidas a realizar esta funciones. La mayoría se centra en los estándares MPEG-7 y MPEG-21. (véase Descripción de contenido y Descripción de entorno de usuario)

## Coyuntura
Un conjunto de circunstancias y factores plantean la necesidad de tecnología UMA: 
- Gran cantidad de contenido audiovisual: el aumento de los aparatos capaces de generar contenido multimedia ha disparado la cantidad de material disponible.
- Difícil acceso a la información: la búsqueda de un determinado contenido es una tarea ardua, ya que la mayoría de la información no es ordenada ni catalogada, y por lo tanto no se tiene ningún control sobre el contenido ni sobre su localización.
- Condiciones de acceso a la red diferentes y variables.
- Heterogeneidad de dispositivos cliente, con capacidades y necesidades diferentes (cada fabricante intenta diferenciarse lo máximo posible de sus competidores y no facilitan la compatibilidad entre aparatos). El auge de las comunicaciones móviles y su gran aceptación en la sociedad ha fomentado la diversidad de terminales.
- Exigencias del usuario: no siempre la información o contenido deseado consigue llegar al usuario final con la mejor calidad posible. Cuando un dispositivo intenta acceder a contenido para el cual no ha sido diseñado, el resultado es decepcionante.
- Altos costes de mantenimiento y almacenamiento de información, es imposible tener una versión del contenido para cada tipo de terminal.

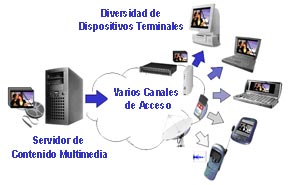
Panorama actual.

Los sistemas UMA están orientados a establecer una especie de "puente" entre el contenido original y el terminal de uso final, siendo un nexo de unión entre los diferentes componentes de la cadena de comunicación para optimizar su gestión. 
Se trabaja en la adaptación de contenido creado una sola vez y almacenado en un solo formato, implementando sistemas capaces de transformar la información original en el formato que aproveche al máximo las características y condiciones de acceso.

## Requisitos del sistema
Los elementos básicos que requiere un sistema UMA para su desarrollo son:
- Contenido multimedia buscable y con acceso remoto (posible en todas partes).
- Disponibilidad de descripciones útiles sobre el contenido.
- Disponibilidad de descripciones útiles sobre el contexto (capacidades de red y terminales).
- Sistemas de mediación en la entrega de contenido capaces de utilizar la información anterior para proporcionar una versión del contenido deseado a sus usuarios (véase personalización del contenido).
- Uso de herramientas abiertas y estándares para estructurar, representar y transportar esas descripciones así como especificar que el tipo de operaciones de adaptación y personalización del contenido (fundamental en entornos abiertos como Internet).

Un sistema UMA necesita tener disponibles las descripciones de las partes que deben ser interconectadas (véase Arquitectura del sistema). Básicamente se utilizan tres tipos de descripciones:
1. De contenido.
2. De entorno de usuario.
3. De petición de búsqueda.

### Descripción de contenido
Un sistema de acceso universal necesita conocer las características del contenido disponible. La descripción del contenido audiovisual facilita su acceso, búsqueda y filtrado. Se necesita información sobre todo tipo de rasgos del material, descripción a todos los niveles, que debe incluir siempre:
- Estructura del contenido.
- Características de codificación.

Se utiliza el estándar MPEG-7 desarrollado por MPEG, que proporciona una amplia gama de herramientas de descripción (description tools) para contenido multimedia a muy diferentes niveles (Esquemas de Descripción Multimedia, MPEG-7 MDS). El estándar separa la descripción del contenido, ya que puede haber varias descripciones de un mismo contenido y a su vez proporciona mecanismos de enlace entre ambas partes (conexión bidireccional).

### Descripción de entorno de usuario
Las características del entorno/contexto del usuario es otra parte fundamental para el sistema. Se trata de información sobre las condiciones de acceso del usuario en el momento de realizar su petición, indispensable para crear una versión adecuada y personalizada del contenido pretendido. 
Esta información tan útil no era fácil de conseguir, y estándares como el MPEG-7 no proporcionaban herramientas para su descripción. Digital Item Adaptation (DIA), la parte 7 del nuevo estándar MPEG-21, se crea para solucionar el problema de la descripción del contexto, y así obtener los parámetros necesarios para posteriormente decidir qué adaptación es la más adecuada al entorno descrito. 
El perfil de sesión consta de tres elementos (subperfiles): 
1. Perfil de usuario (descrito en MPEG-21 DIA, y que utiliza la parte de MPEG-7 sobre la anotación de preferencias de usuario).
2. Perfil de terminal (descrito en MPEG-21 DIA).
3. Perfil de red (descrito en MPEG-21 DIA).

Existe un cuarto ámbito de descripción del entorno natural, que incluye la posición o lugar del usuario, hora de acceso, condiciones meteorológicas, temperatura, etc.

### Descripción de petición de búsqueda
La descripción de petición de búsqueda (query) comprende las características de la petición, entendida como una descripción de un contenido al que el usuario quiere acceder. 

## Arquitectura del sistema
Los componentes esenciales para implementar un sistema UMA son:
- Contenedor multimedia: servidor de los contenidos disponibles.
- Analizador de contenido: utiliza las herramientas de descripción de contenido para elaborar la descripción del contenido almacenado en el servidor.
- Servidor de descripción: almacena las descripciones enviadas por el analizador de contenido.
- Motor de personalización del contenido: nexo de unión entre el contenido y el usuario, encargado de adaptar la información de un lado al otro.
- Servidor de descripción de entorno de usuario (User Environment Description - UED): almacena el perfil de sesión.
- Terminales (multicaracterísticas): dispositivo que puede permitir configurar las preferencias del usuario a la hora de realizar la petición.

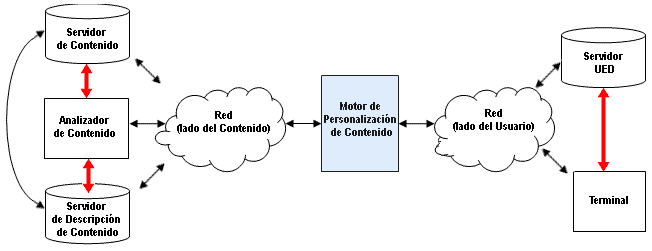
Esquema de un sistema UMA.

El esquema nos muestra los elementos básicos para constituir un sistema de acceso universal, sin entrar en detalle en los componentes específicos que podrían formar parte de cada elemento, ya que éstos dependen de la implementación concreta realizada.

## Funcionamiento
La puesta en marcha de un sistema UMA requiere unas condiciones previas. La implementación debe incluir equipos conectados a descripciones de entorno y de contenido que permitan decidir cómo adaptar el contenido demandado antes de proporcionarlo al usuario final. Esta parte central del sistema es el motor de personalización del contenido.

### Lado del usuario
1. Inicio de sesión: un usuario desde su terminal realiza una petición de contenido multimedia, alojado en un servidor al otro lado de la red.
2. Análisis del entorno de usuario: extracción de las características particulares de la sesión iniciada, a partir de métodos de descripción de entorno de usuario (UED), como los que facilita MPEG-21.
3. Almacenamiento de la descripción de entorno: el servidor UED guarda la descripción recibida del usuario, información que será consultada por el motor de personalización del contenido, e incluso podrá ser reutilizada en posteriores sesiones con idénticas características.
4. Envío de la petición: la demanda del usuario se envía a través de la red.

### Lado del contenido
1. Análisis del contenido: el analizador de contenido, previamente, ha escaneado el material del servidor (contenedor multimedia) y realizado su descripción con herramientas de descripción, como las que facilita MPEG-7.
2. Proveedor del contenido: según la petición realizada por el usuario (contenido localizable gracias a su descripción previa).

### Motor de personalización del contenido
El motor de personalización o adaptación es esencial para unir las dos partes que intervienen en la cadena de comunicación: el contenido creado y el usuario dispuesto a consumirlo. Es una plataforma que incluye varios módulos para gestionar la información e interaccionar con la red, por lo tanto necesita estar conectado con el resto de elementos del sistema.
Las funciones básicas de este motor son:
- Decisión de la versión: la selección de la mejor variación para el usuario.

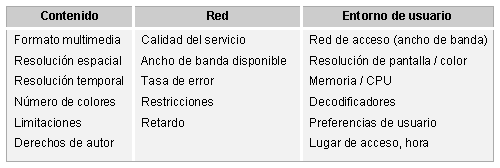
Parámetros de personalización.

- Personalización: La transformación del formato del material multimedia para adaptarlo a las condiciones de red y capacidades del terminal del usuario.

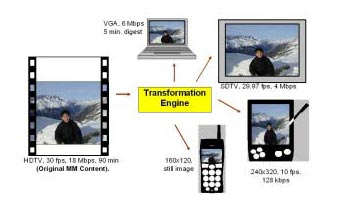
Ejemplo de personalización del contenido según dispositivo de visualización.

- Entrega del contenido deseado: según las preferencias indicadas por el usuario.

La transformación del formato original a la mejor versión posible es el momento más delicado de todo el proceso. Unos procesadores internos se encargan de analizar la información recibida de ambas partes (contenido y usuario) y a través de algoritmos de decisión se obtienen los parámetros óptimos que se ajustan a la petición realizada. Esta "decisión" está condicionada por las operaciones de procesamiento de contenido disponibles en el sistema. Una vez determinada la variación del original se ejecuta su adaptación.

## Conclusiones
Los resultados obtenidos hasta el momento, auguran un interesante futuro a esta tecnología, aunque descubren también algunas de sus limitaciones, ya que este tipo de sistemas universales ("ideales"), son muy difíciles de desarrollar porque la evolución de sus componentes es muy rápida, al igual que la variación de sus características técnicas.
Aspectos a tener en cuenta y limitaciones detectadas:
- Control de derechos de autor: la adaptación del contenido supone una modificación del formato original, por tanto se debe prever la gestión de derechos de autor o su consentimiento para la manipulación del contenido o material audiovisual (moverse en el marco de la legalidad).
- Privacidad del usuario: garantizar la seguridad en la transmisión de información de carácter personal del usuario.
- Rendimiento: el tiempo empleado en el procesado del contenido suele ser alto, y depende del tipo de equipos utilizados (sobrecarga) y del tamaño y calidad de la versión original.
- Diferencia de calidad entre versiones: cuando la diferencia de calidad entre el original y la versión adaptada es muy alta, es cuando se producen más problemas de procesado (fuente de alta resolución y terminal de capacidades limitadas).
- Ampliar las versiones del original: almacenar variaciones estratégicas del contenido original con diferente nivel de calidad para facilitar la personalización (reducir esfuerzos y coste computacional).
- Número de peticiones: cuántas peticiones de contenido es capaz de procesar, necesidad de mecanismos de gestión.
- Reducir los costes de mantenimiento y almacenamiento: tener una sola versión de la información supone un ahorro en espacio y facilita el mantenimiento.
- Calidad de los servicios: el objetivo final es aumentar la satisfacción del usuario, consumidor del contenido. El proceso de personalización depende de las operaciones disponibles en la plataforma UMA e idealmente la transformación debería realizarse en tiempo real, pero no siempre es posible.